# Поповське (селище, Дмитровський міський округ)
Попо́вське (рос. Поповское) — селище (колишній присілок) у складі Дмитровського міського округу Московської області, Росія.

## Населення
Населення — 7 осіб (2010; 6 у 2002).
Національний склад (станом на 2002 рік):
- росіяни — 100 %